# Partido Reformista Estonio
El Partido Reformista Estonio (en estonio: Eesti Reformierakond) es un partido político liberal estonio El partido está liderado por Kaja Kallas y tiene 37 miembros en el Riigikogu de 101 miembros, lo que lo convierte en el partido más grande de la legislatura. Actualmente es el partido de gobierno del país, tras la asunción de Kaja Kallas como Primera ministra de Estonia.
El partido fue fundado por el entonces presidente del Banco de Estonia, Siim Kallas, como una división del Partido Nacional de la Coalición Pro Patria. En las elecciones de 1995, ganó 19 escaños en el Riigikogu, convirtiéndolo en el segundo partido más grande. El Partido Reformista reemplazó al Partido del Centro Estonio en el gobierno en otoño de 1995, y permaneció allí hasta 1996. En 1999, el partido perdió un escaño, pero regresó al gabinete en coalición con la Unión Pro Patria y el Partido Popular Moderado. El partido ha permanecido en varias coaliciones desde entonces, con Andrus Ansip como primer ministro desde 2005. En las elecciones parlamentarias de 2007, el partido ganó 31 escaños, convirtiéndose en el partido más grande por primera vez, y aumentó su recuento de escaños nuevamente en 2011, con 33 escaños. Ganó por poco las elecciones parlamentarias de 2015, perdiendo 3 escaños en comparación con su resultado de 2011, y terminó con 30 escaños. Después de estar en oposición desde noviembre de 2016, el partido ganó las elecciones parlamentarias de 2019 con una ventaja convincente y amplió su número de escaños a 34.
Como el Partido Reformista ha participado en la mayoría de las coaliciones gubernamentales en Estonia desde mediados de la década de 1990, su influencia ha sido significativa, especialmente con respecto al libre mercado de Estonia y las políticas de bajos impuestos. El partido ha sido miembro de pleno derecho de Internacional Liberal desde 1996, después de haber sido miembro observador entre 1994–1996, y miembro de pleno derecho de la Alianza de los Liberales y Demócratas por Europa (ALDE). El fundador y primer presidente del Partido Reformista, Siim Kallas, fue comisario en la Comisión Europea entre 2004 y 2014. También fue uno de los cinco vicepresidentes de la Comisión Barroso.

## Historia
El Partido Reformista Estonio fue fundado el 18 de noviembre de 1994, uniéndose al Partido Reformista, una escisión de la Coalición Nacional Pro Patria (RKEI) y el Partido Democrático Liberal de Estonia (ELDP). El nuevo partido, que tenía 710 miembros en su fundación, fue dirigido por Siim Kallas, quien había sido Presidente del Banco de Estonia y anteriormente no estaba involucrado en política. Kallas no estaba asociado con el gobierno de Mart Laar, pero fue ampliamente visto como un hábil gobernador del banco central, ya que supervisó la exitosa introducción de la corona estonia. El partido formó lazos con el Partido Democrático Libre de Alemania, el Partido Popular Liberal de Suecia, el Partido Popular Sueco de Finlandia y Vía Letona.

### Siim Kallas

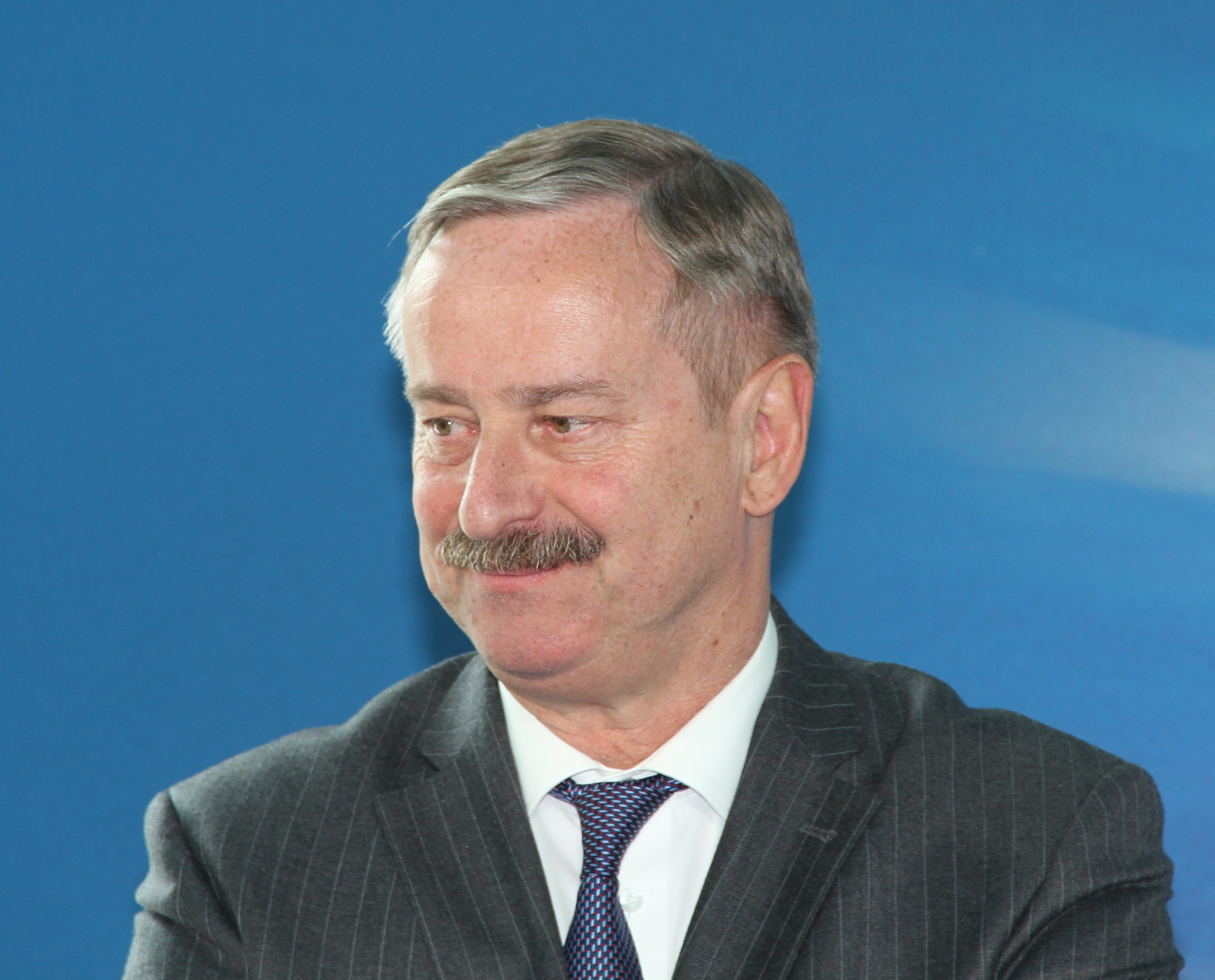
Siim Kallas, exvicepresidente de la Comisión Europea y Comisario europeo de Transporte

Siim Kallas fue líder del Partido Reformista desde 1994 hasta 2004. Fue Primer ministro de Estonia desde 2002-03.
En las primeras elecciones parlamentarias del partido, en marzo de 1995, ganó 19 escaños: lo catapultó al segundo lugar, detrás del Partido de la Coalición. Tiit Vähi intentó negociar una coalición con el Partido Reformista, pero las conversaciones se interrumpieron por la política económica, con el Partido Reformista oponiéndose a los subsidios agrícolas y apoyando el mantenimiento del flat tax de Estonia.  Mientras que el Partido de la Coalición formó un nuevo gobierno con el Partido del Centro al principio, un escándalo de grabación que involucró al líder del Partido del Centro, Edgar Savisaar, llevó al Partido Reformista a reemplazar al Partido del Centro en la coalición en noviembre de 1995. Kallas fue nombrado ministro de Asuntos Exteriores, con otros cinco miembros del Partido Reformista en el gabinete. El Partido Reformista dejó el gobierno en noviembre de 1996 después de que el Partido de la Coalición firmara un acuerdo de cooperación con el Partido del Centro sin consultarlos.
En las elecciones de 1999, el Partido Reformista bajó un escaño a 18, terminando tercero detrás del Partido del Centro y la conservadora Unión Pro Patria. El partido formó una coalición de centroderecha con la Unión Pro Patria y los Moderados, con Mart Laar como primer ministro y Siim Kallas como ministro de Finanzas, y Toomas Savi regresó como presidente del Riigikogu. Aunque la coalición se centró en la adhesión a la UE y la OTAN, el Partido Reformista cumplió con éxito la promesa de su manifiesto de abolir el impuesto sobre sociedades: uno de sus logros más notables. Después de las elecciones locales de octubre de 1999, los tres partidos replicaron su alianza en Tallin.
El partido estuvo nuevamente en el gobierno desde marzo de 1999 hasta diciembre de 2001 en un gobierno tripartito con la Unión Pro Patria y el Partido Popular Moderados, de enero de 2002 a marzo de 2003 con el Partido del Centro Estonio, de marzo de 2003 a marzo de 2005 con Res Publica y la Unión Popular, de marzo de 2005 a marzo de 2007 con el Partido del Centro y la Unión Popular, de marzo de 2007 a mayo de 2009 con la Unión Pro Patria y Res Publica y el Partido Socialdemócrata. Desde mayo de 2009, el Partido Reformista formó un gobierno de coalición con la Unión Pro Patria y Res Publica.

### Andrus Ansip

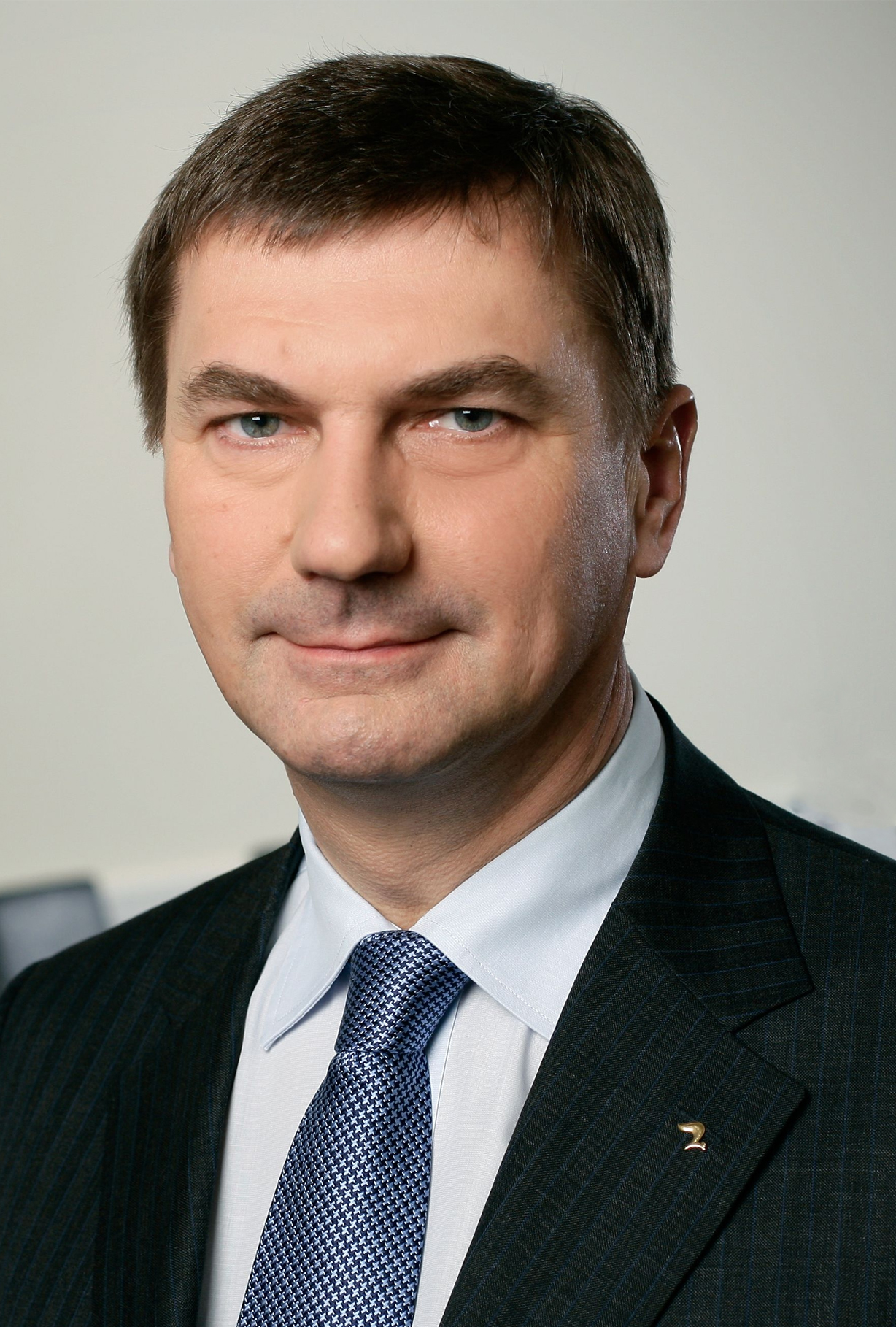
Ex Primer ministro de Estonia Andrus Ansip

Andrus Ansip fue primer ministro de Estonia desde abril de 2005 hasta marzo de 2014. Después de las elecciones parlamentarias de 2007, el partido logró 31 de los 101 escaños en el Riigikogu, después de recibir 153.040 votos (28% del total), un aumento de +10%, lo que resultó en una ganancia neta de 12 escaños.

### Taavi Rõivas
Tras la renuncia de Andrus Ansip, se instaló un nuevo gabinete el 24 de marzo de 2014, con Taavi Rõivas del Partido Reformista como Primer ministro en coalición con el Partido Socialdemócrata (SDE).
En las elecciones europeas de 2014 celebradas el 25 de mayo de 2014, el Partido Reformista ganó el 24,3% del voto nacional, obteniendo 2 eurodiputados.
En las elecciones parlamentarias de 2015 celebradas el 1 de marzo de 2015, el Partido Reformista recibió el 27,7% de los votos y 30 escaños en el Riigikogu. Luego formó una coalición con el Partido Socialdemócrata y la Unión Pro Patria y Res Publica. En noviembre de 2016, la coalición se dividió debido a la lucha interna. Después de las conversaciones de coalición, se formó una nueva coalición entre el Partido del Centro, SDE e IRL, mientras que el Partido Reformista quedó en la oposición por primera vez desde 1999. Rõivas posteriormente renunció como líder del partido.

### Hanno Pevkur
El 7 de enero de 2017, Hanno Pevkur fue elegido nuevo líder del Partido Reformista. Sin embargo, el liderazgo de Pevkur estuvo dividido desde el principio y se enfrentó a las crecientes críticas hasta el final del año. El 13 de diciembre de 2017, Pevkur anunció que ya no se postularía para el liderazgo en enero de 2018.

### Kaja Kallas

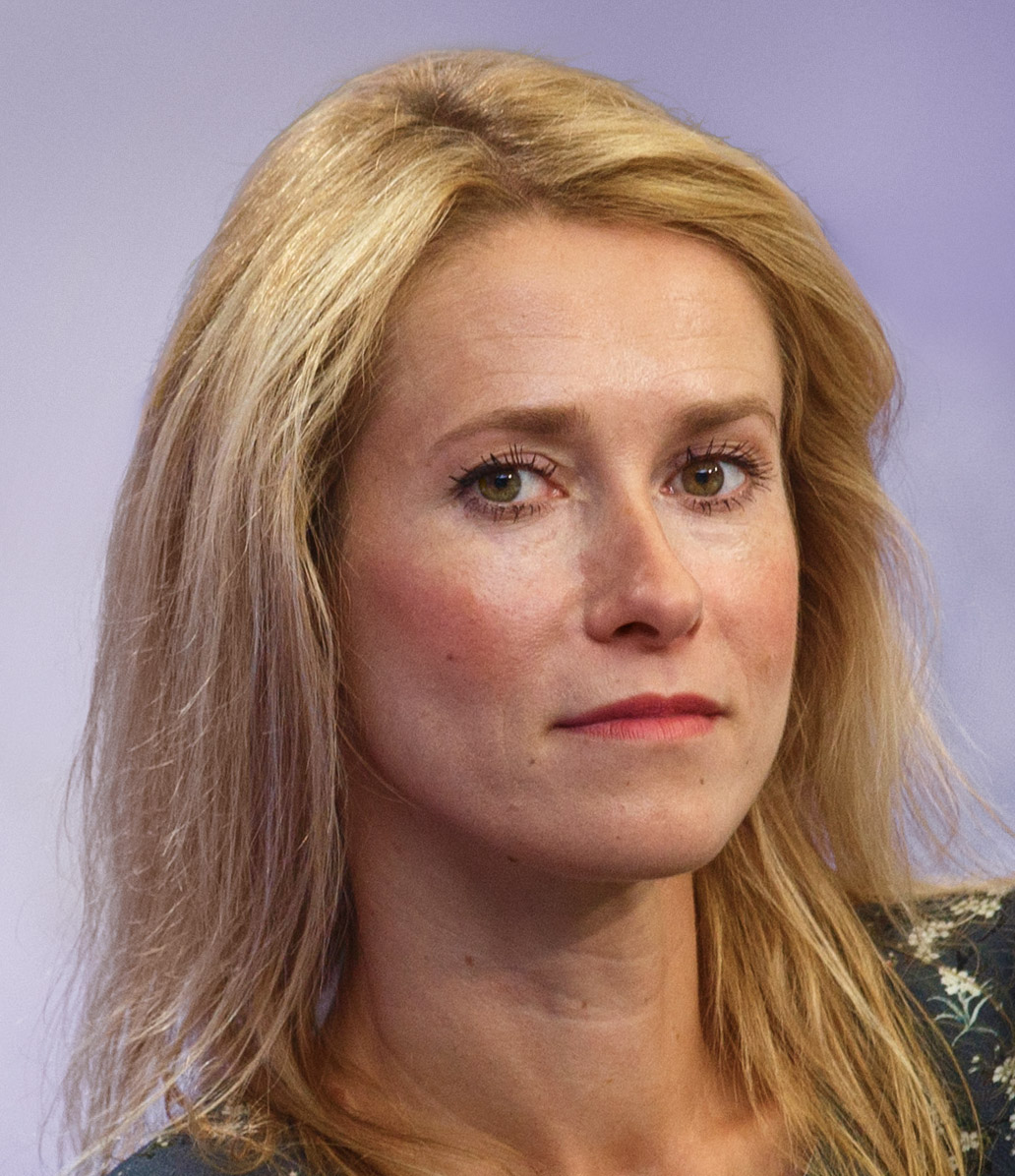
Kaja Kallas - líder del Partido Reformista y ex Primera ministra de Estonia.

Kaja Kallas fue elegida líder del partido el 14 de abril de 2018.
Bajo su liderazgo durante las elecciones de 2019, el Partido Reformista logró su mejor resultado en la historia del partido con el 28.8% de los votos y 34 escaños, aunque no formó un gobierno.
En enero de 2021, tras la renuncia de  Jüri Ratas como primer ministro, Kaja Kallas formó un gobierno de coalición con el Partido del Centro, convirtiéndose en la Primera ministra de Estonia.

### Kirsten Michal

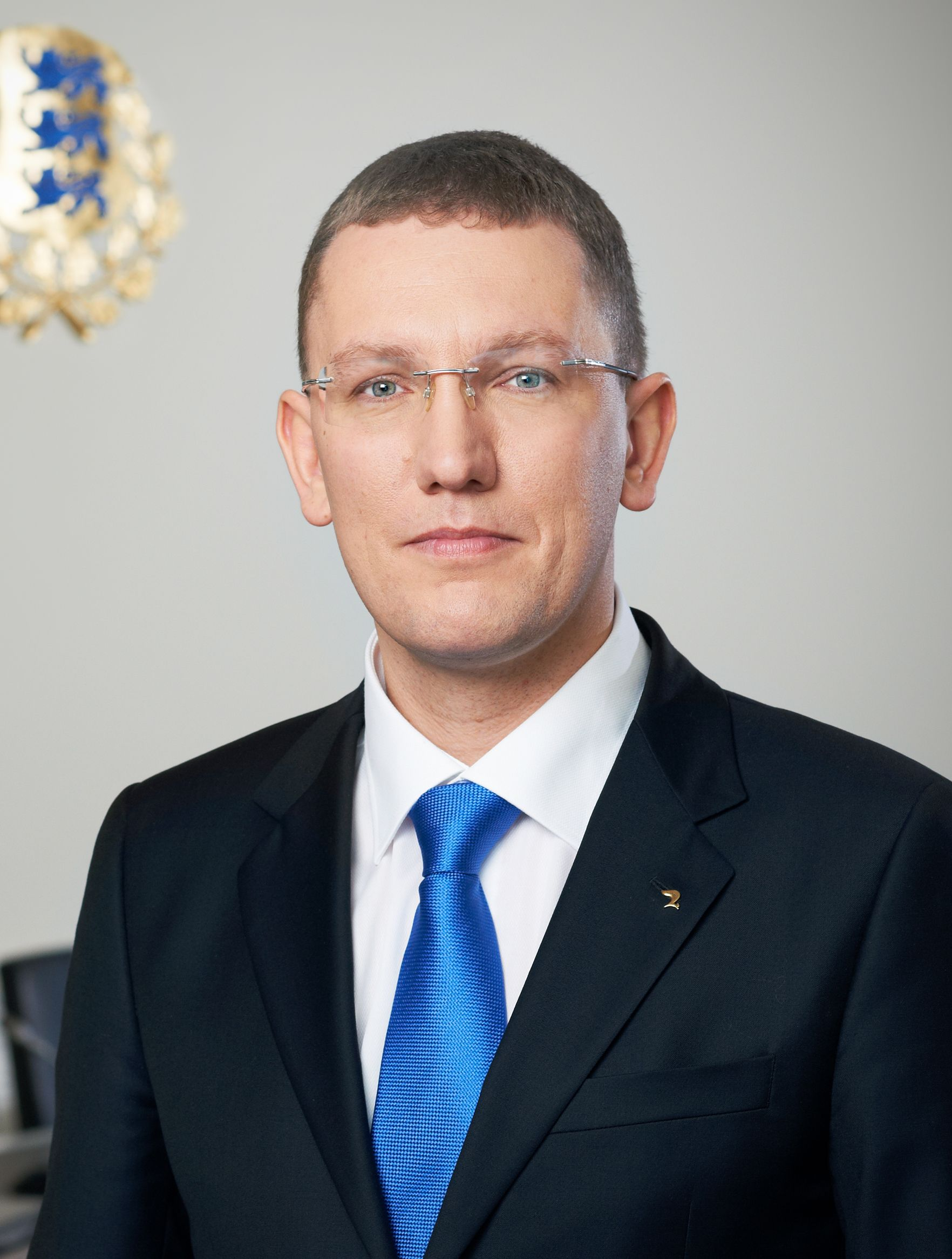
Kristen Michal - Primer ministro de Estonia.

El 29 de junio de 2024, Kristen Michal fue nominado por el Partido Reformista para reemplazar a Kaja Kallas como primer ministro tras el nombramiento de este última como Alto Representante de la Unión para Asuntos Exteriores y Política de Seguridad de la Unión Europea.

## Ideología
El Partido Reformista de Estonia se ha denominado liberal, liberal clásico, y liberal conservador en orientación ideológica.
Ideológicamente, el partido ha abogado constantemente por el liberalismo de mercado. El Partido Reformista es el más liberal económicamente en el panorama político de Estonia.
- El partido apoya el impuesto de sociedades estonio al 0% sobre rentas reinvertidas y persigue eliminar el impuesto de dividendos.
- El partido quería recortar los tipos del flat tax del 22% (en 2007) al 18% hacia 2011. Debido a la crisis económica, la campaña para reducir la tasa del impuesto sobre la renta se suspendió con una tasa del 21% en 2008 y 2009.
- El partido solía oponerse al aumento de la tasa general del IVA hasta fines de la primavera de 2009, cambió su posición a la luz de la grave crisis económica y la necesidad de encontrar más dinero para el presupuesto. El IVA aumentó del 18% al 20% el 1 de julio de 2009.
- El partido quiere que la materia aprendida durante el servicio militar obligatorio se coloque en la clase de defensa nacional en la escuela secundaria.[27]

## Apoyo político

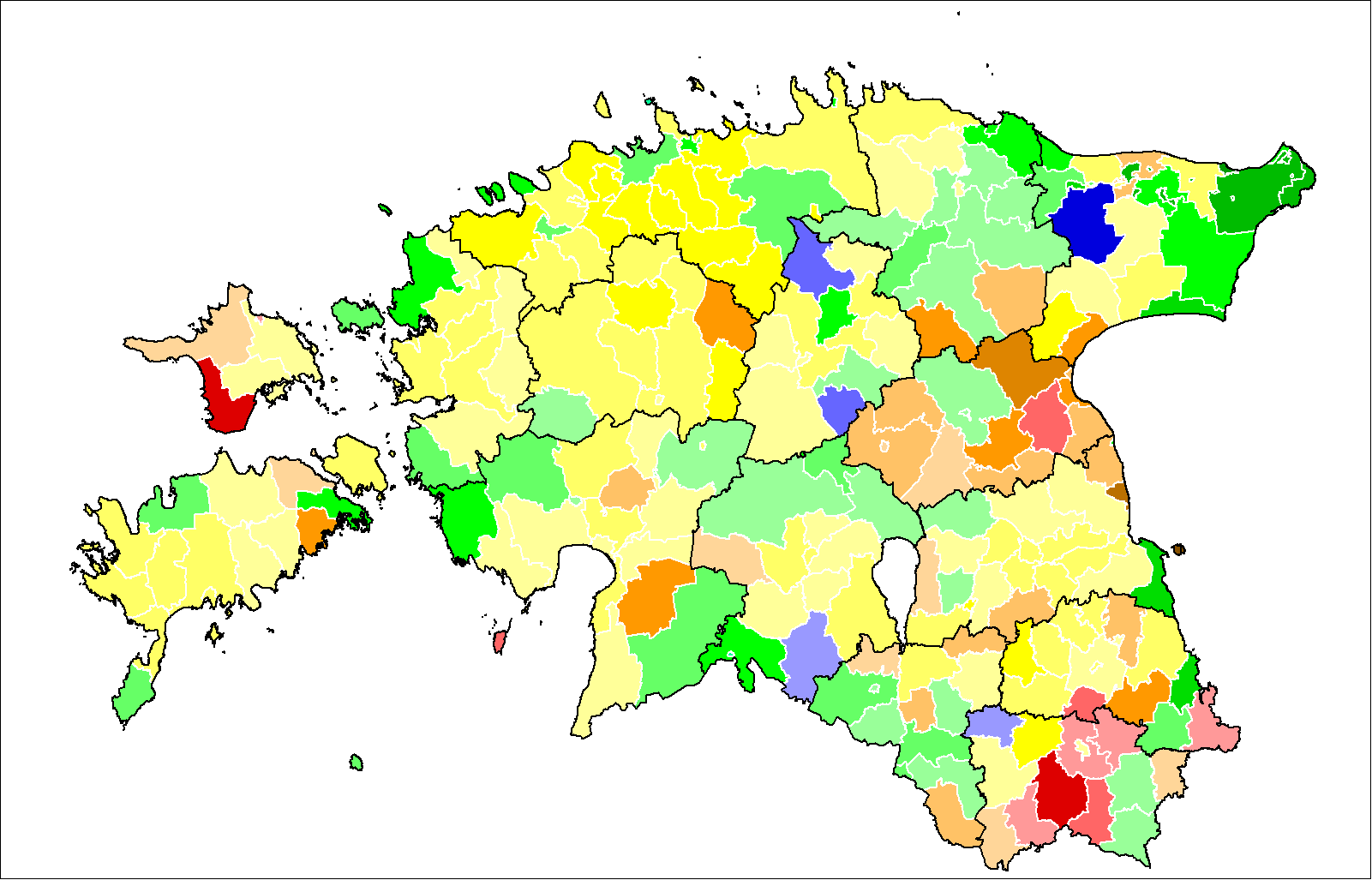
El Partido Reformista de Estonia es el partido más fuerte en el área que rodea Tallin, en el noroeste de Estonia, y también es el partido más grande en todo el condado de Tartu en el este, como lo ilustra este mapa de los resultados de las elecciones de 2007.

El partido es apoyado predominantemente por profesionales urbanos jóvenes y bien educados. A diferencia del Partido del Centro, que tiene un atractivo desproporcionado entre la minoría rusa, y la Unión Pro Patria y Res Publica, que cuenta con el respaldo abrumador de los estonios étnicos, el Partido Reformista atrae votos de partes iguales de todas las poblaciones. La base de votos del Partido Reformista está fuertemente enfocada en las ciudades; aunque recibe solo una quinta parte de su apoyo de Tallin, recibe el triple de votos de otras ciudades, a pesar de que albergan menos del 40% de votantes en general.
Su perfil de votante es significativamente más joven que el promedio, mientras que sus votantes están bien educados, con el menor número de abandono de la escuela secundaria de cualquier partido. Su membresía es la más dominada por los hombres que en cualquier partidos, sin embargo, recibe el apoyo de más votantes femeninas que el promedio. Los votantes del Partido Reformista también tienden a tener mayores ingresos, con el 43% de los votantes del Partido de la Reforma provenientes del 30% superior a todos los votantes por ingreso.

## Resultados electorales

### Elecciones parlamentarias
|  | 16,2 % |

|  | 14,9 % |

|  | 17,7 % |

|  | 27,8 % |

|  | 28,6 % |

|  | 27,7 % |

|  | 28,8 % |

|  | 31,2 % |

### Elecciones al Parlamento Europeo
|  | 12,2 % |

|  | 15,3 % |

|  | 24,3 % |

|  | 26,2 % |

|  | 17,9 % |